# Sinai Planum
Il Sinai Planum è una struttura geologica della superficie di Marte.